# Pixar in a box
Pixar in a box és un projecte nascut de la col·laboració entre Pixar i Khan Academy, destinat principalment a alumnes de primària i secundària. El seu principal objectiu és promoure l'interès per les assignatures tradicionals ensenyades a les escoles (ciències, matemàtiques, computació, humanitats…), mitjançant una sèrie de tutorials gratuïts que demostren com aquestes assignatures són fonamentals per al procés de creació cinematogràfic de Pixar.
D'altra banda, aquests tutorials permeten veure el procés darrere cambres de Pixar. Així, els usuaris poden observar com els artistes i treballadors de la companyia duen a terme el seu treball, aprenent des dels conceptes bàsics d'animació i modelatge, fins a tècniques de storytelling.
Donada la varietat de continguts que ofereix, la plataforma organitza els tutorials per temàtiques, permetent als usuaris seleccionar les temàtiques del seu interès, entre les quals s'inclouen les següents categories:
- Orientació
- L'art de la il·luminació
- Efectes
- Patrons
- Articular
- Animació
- Modelatge de l'ambient
- Modelatge del personatge
- Multituds
- Escenaris i posada en escena
- Renderizado